# Funció lineal

Tres funcions geomètriques lineals — la vermella i la blava tenen el mateix pendent (m), la vermella i la verda tenen la mateix punt de tall amb l'eix y (b).

En les matemàtiques, el terme funció lineal pot referir-se a dos conceptes diferents. En el primer, corresponent a la geometria i l'àlgebra elemental, una funció lineal és un polinomi de primer grau. Aquests polinomis són aquelles funcions que es representen en el pla de coordenades cartesianes com una línia recta. Aquesta funció es pot escriure com 
{\displaystyle f(x)=mx+b},
on {\displaystyle m} i {\displaystyle b} són constants reals i {\displaystyle x} és una variable real. La constant {\displaystyle m} s'anomena el pendent, i {\displaystyle b} és el punt de tall de la recta amb l'eix {\displaystyle y}. Quan canviem la {\displaystyle m} modifiquem la inclinació de la recta i quan canviem {\displaystyle b} desplacem la línia amunt o avall.
En el segon cas, en matemàtiques més avançades, una funció lineal sense terme independent (sense b) és una funció que és una aplicació lineal. Això és, una aplicació entre dos espais vectorials que preserven la suma de vectors i la multiplicació per un escalar.
Una "funció lineal" segons la primera definició donada anteriorment representa una aplicació lineal si i només si {\displaystyle b=0}. Pels altres valors de {\displaystyle b}, la funció no és una aplicació lineal sinó que és una aplicació afí.